# Oberstein-Idarer-Elektrizität

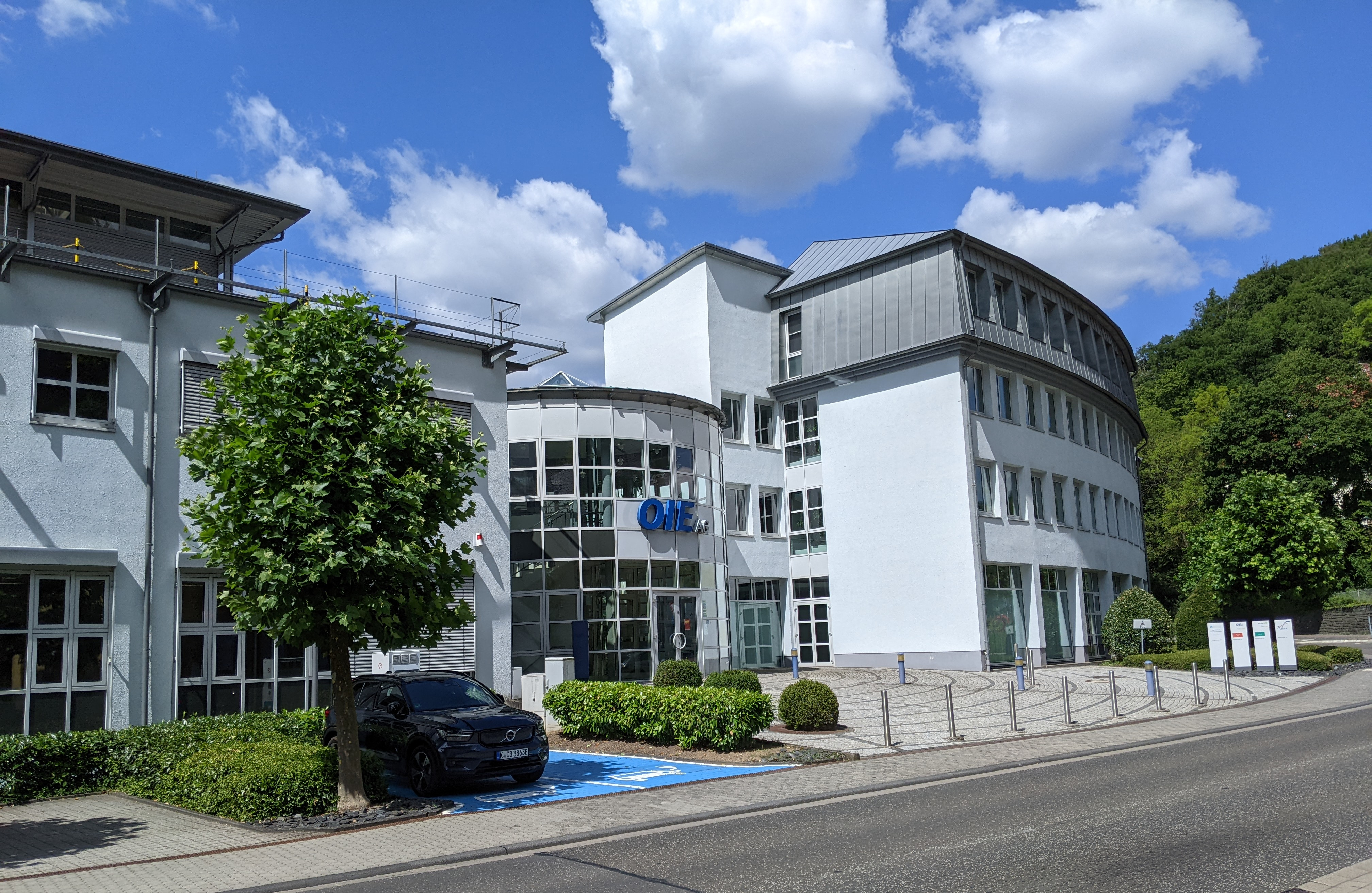
Zentrale des Stromanbieters

Die Oberstein-Idarer-Elektrizität Aktiengesellschaft (OIE) ist ein Energieversorger mit Sitz in Idar-Oberstein.

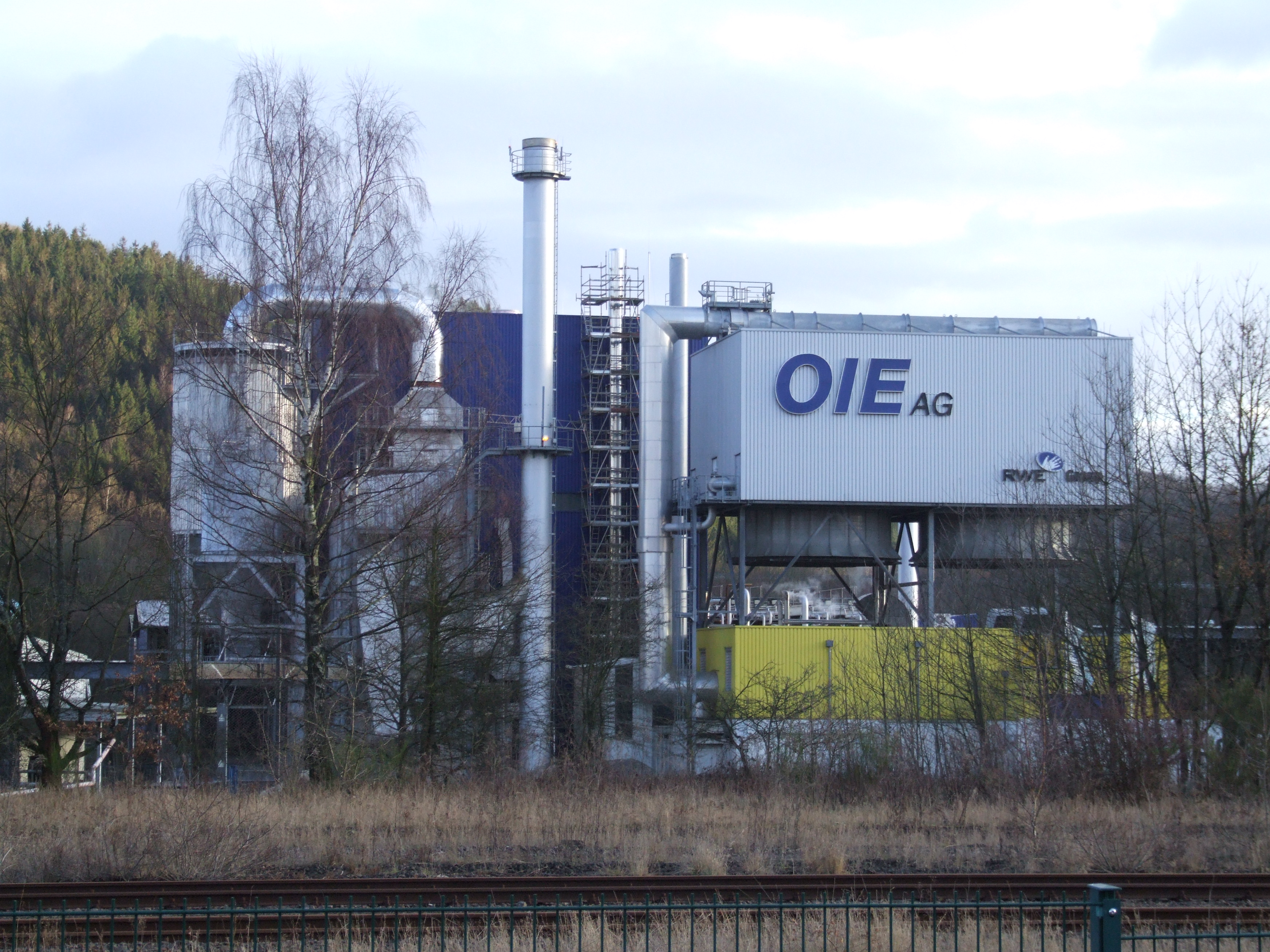
Hoppstädten-Weiersbach, Biomasseheizkraftwerk der OIE AG, eine Tochter der Westenergie AG

## Unternehmen
Die OIE Aktiengesellschaft ist ein Energieversorger in der Region Nahe-Hunsrück-Glantal. 
Stromvertrieb und Stromverteilung stellen das Kerngeschäft des Unternehmens dar. Das Unternehmen betreut sowohl Privat- als auch Geschäftskunden, darunter auch Kommunen.
Im August 2003 eröffnet die OIE ein eigenes Biomasseheizkraftwerk in Hoppstädten-Weiersbach-Neubrücke. Seither ist das Unternehmen auch in den Bereichen Wärmelieferung, Kraft-Wärme-Kopplung und der Fernwärme tätig. 
Das Unternehmen gibt für seine Kunden das OIE-Magazin heraus, in dem sich regelmäßig Informationen um die Energienutzung und Versorgung befinden. Für politische Entscheidungsträger gibt das Unternehmen das Magazin OIE Kommunal heraus, das sich mit energiewirtschaftlichen Fragestellungen befasst.
In der Fußgängerzone Oberstein betreibt das Unternehmen einen Energieladen, in dem es Kunden über seine Produkte informiert. In den Verbandsgemeinden Birkenfeld, Baumholder, Herrstein und Rhaunen bestehen zudem Energiepunkte, in denen Kunden auch außerhalb von Idar-Oberstein betreut werden.

## Geschichte
Im Jahr 1899 wurde die damalige Oberstein-Idarer Elektrizitäts-Aktiengesellschaft (OIE) gegründet, um die Region mit elektrischer Energie zu versorgen. Die Unternehmenszentrale liegt in Hauptstraße 189 in Idar-Oberstein. Im Jahr 1900 wurde das ursprüngliche Gebäude errichtet. Dieses wurde abgerissen und 1994 durch einen Neubau ersetzt, der an der Einmündung des Vollmersbachs in den Idarbach liegt. Mittlerweile gehört die OIE zum E.ON-Konzern. Seit 2013 kümmert sich das Unternehmen Westnetz um das Verteilnetz der OIE.